# دايفيد شنايدر
دايفيد شنايدر (بالإنجليزية: David Schneider)‏ (و. 1963 – م) هو ممثل، وممثل هزلي، ولاعب جودو، من المملكة المتحدة، ولد في لندن.

## التعليم
تعلم في جامعة أكسفورد.

## وصلات خارجية
- دايفيد شنايدر على موقع IMDb (الإنجليزية)
- دايفيد شنايدر على موقع ألو سيني (الفرنسية)
- دايفيد شنايدر على موقع ميوزك برينز (الإنجليزية)
- دايفيد شنايدر على موقع أول موفي (الإنجليزية)
- دايفيد شنايدر على موقع قاعدة بيانات الأفلام السويدية (السويدية)
- دايفيد شنايدر على موقع قاعدة بيانات الفيلم (الإنجليزية)
- دايفيد شنايدر على موقع كينوبويسك (الروسية)